# Blue Moon
Blue Moon – piosenka zaaranżowana przez Boba Dylana, nagrana przez niego na sesji w maju 1969 i wydana na albumie Self Portrait w czerwcu 1970.

## Historia i charakter utworu
Utwór ten został nagrany na trzeciej sesji do albumu, 3 maja 1969. Innymi piosenkami pochodzącymi z tej sesji były: "Take a Message to Mary" oraz odrzuty: "Ring of Fire" i "Folsom Prison Blues". "Blue Moon" wyjątkowo nie znalazła się na sesjach overdubbingowych (od 8 do 14, w marcu i kwietniu 1970).
Piosenka została skomponowana przez Richarda Rodgersa ze słowami Lorenza Harta w 1933. Miała wtedy inne słowa i nosiła tytuł "Make Me a Film Star". Miała być ona śpiewana przez Jean Harlow w filmie Hollywood Party (1934), ale projekt nie doczekał się realizacji. Hart zmienił tekst piosenki oraz tytuł na "The Bad in Every Man"; była ona przygotowana dla Shirley Ross do filmu Manhattan Melodrama (1934). Hart wkrótce zmienił tekst i tytuł po raz trzeci – tym razem na "Blue Moon". Piosenka ta stała się jedynym przebojem pary Rodgers/Hart, niezwiązanym z żadnym filmem czy sceną.
W biograficznym filmie od Rodgersie i Hartcie Words and Music (1948) piosenkę zaśpiewał Mel Tormé. W maju 1952 swoją wersję piosenki nagrała Billie Holiday. W lipcu 1954 cover utworu nagrał Elvis Presley, a jego wersja dotarła do 55. miejsca na liście przebojów Top 100 magazynu Billboard. Krótka instrumentalna wersja utworu pojawiła się w filmie Miłość w Las Vegas z Presleyem i Ann-Margret.
Piosenka pojawiła się także na ścieżce dźwiękowej filmów: W cyrku (At the Circus, 1939), Grease (1978) i An American Werewolf in London (1981).
Określenie "blue moon" oznaczało "bardzo długi czas". W miarę zapominania oryginalnego znaczenia pojawiło się popularne znaczenie terminu jako druga pełnia w miesiącu kalendarzowym. Zwykle jest 12 pełni, po jednej każdego miesiąca. Jednak są lata, kiedy dochodzi do 13 pełni w roku. I ta 13 pełnia zaczęła być nazywana "blue". Jednak w majowym numerze czasopisma Sky and Telescope z 1999 dokonano korekty tego określenia. Okazuje się, że "blue moon" jest trzecią pełnią okresu, w którym pojawiają się cztery pełnie (gdy w ciągu 12 miesięcy występuje 13 pełni).
Dylan z piosenką – i to w wersji Presleya – zetknął się bardzo wcześnie, bo jeszcze w latach 50 XX w. Jest jedną z czterech zachowanych piosenek nagranych na magnetofonie, gdy jeszcze jako nastolatek praktykował muzykę ze swoim przyjacielem Johnem Bucklenem. To wykonanie pojawiło się nawet na muzycznym i socjo-kulturalnym dokumencie filmowym o autostradzie 61 (Highway 61), zrealizowanym przez BBC.
Wersja Dylana na albumie ukazuje go jako imitatora Elvisa Preseya. Dylan nigdy nie wykonał piosenki na koncercie.

## Muzycy
Sesja 3
- Bob Dylan – gitara, harmonijka, wokal, pianino
- Norman Blake – gitara
- Fred Carter, Jr. – gitara
- Pete Drake – Elektryczna gitara hawajska
- Bob Moore – gitara basowa
- Bill Pursell – pianino
- Kenneth Buttrey – perkusja

## Wykonania piosenki przez innych artystów
- Patryk Mroczko – Najlepsze interpretacje klasycznych utworów w nowoczesnych wersjach (2011)
- Django Reinhardt – All Star Session (2001); The Very Best of 1934–1939 (2006); With His American Friends; The Classic Early Recordings in Chronological Order (DR nagrał "Blue Moon" już w latach 30.)
- Dizzy Gillespie i Roy Eldridge – Roy and Diz (1954)
- Clifford Brown – Brownie: The Complete AmArcy Recordings (1954)
- Elvis Presley – Elvis Presley (1956)
- Ella Fitzgerald – Sings the Rodgers and Hart Songbook (1956)
- The Supremes –The Supremes Sing Rodgers & Hart (1967)
- Sha Na Na – Sha Na Na (1971)
- Tony Bennett - Sings 10 Rodgers and Hart Songs (1973); Try to Remeber (CD 2); The Complete Improv Recordings
- Cybill Shepherd i Bruce Willis – w serialu TV Moonlighting
- Stéphane Grappelli – Vintage 1981 (1981)
- Sam Cooke – jedna z trzech wersji zaśpiewanych w filmie An American Werewolf in London (1982)
- The Marcels – trzecia wersja z filmu An American Werewolf in London (1982)
- Vazelina Bilopphøggers – Blå lys (1983)
- Cowboy Junkies – The Trinity Session (1988)
- Dizzy Gillespie - Blue Moon (1991); The Dizzy Gillespie Story/In Paris (2001)
- Daniel Ash – Coming Down (1991)
- Ivan Lins – Ivan Lins 20 anos (1991)
- Louis Armstrong – Mack the Knife (1990); "On the Road" (1992)
- Frank Sinatra – Concepts (1992)
- Tommy Emmanuel – Initiation (1995)
- Da Vinci's Notebook – Bendy's Law (1997)
- Course of Empire – Telepathic Last Words (1998)
- Komety – Komety (2002)
- Samantha Mumba – Woman (2002)
- Rod Stewart z Erikiem Claptonem – Stardust: The Great American Songbook Volume III (2004)
- Ann Hampton Callaway – Blues in the Night (2006)

Piosenkę wykonywali także
- Billy Eckstine
- Diane Shaw
- Belle Baker
- Connee Boswell
- Elkie Brooks
- Ondřej Havelka
- Chris Isaak
- Frankie Laine & Michel Legrand
- Julie London
- Helmut Lotti
- Dean Martin
- Vaughn Monroe
- Orange and Lemons
- Lee Perry's Upsetters
- Amália Rodrigues
- Charlie and his Orchestra
- The GoldTones
- Atlas Sound
- Jo Stafford
- Eri Chiemi
- Supra for Man City and Ricky Hatton
- Pedro Vargas
- The Ventures
- Gene Summers
- César Camargo Mariano
- Mark Isham (śpiewała Tanita Tikaram)
- MxPx
- Showaddywaddy